# Cenchrus
A Cenchrus a perjefélék családjának egy széles körben elterjedt növénynemzetsége.

## Jellemzőik
A nemzetség fajai  Ázsiában, Afrikában, Ausztráliában, Amerikában és számos óceáni szigeten is őshonosak.
A nemzetség fajait a köznyelvben az átoktüske, bogáncsfű névvel illetik az éles tüskékkel borított virágzatra utalva ami a nemzetség tagjait jellemzi.

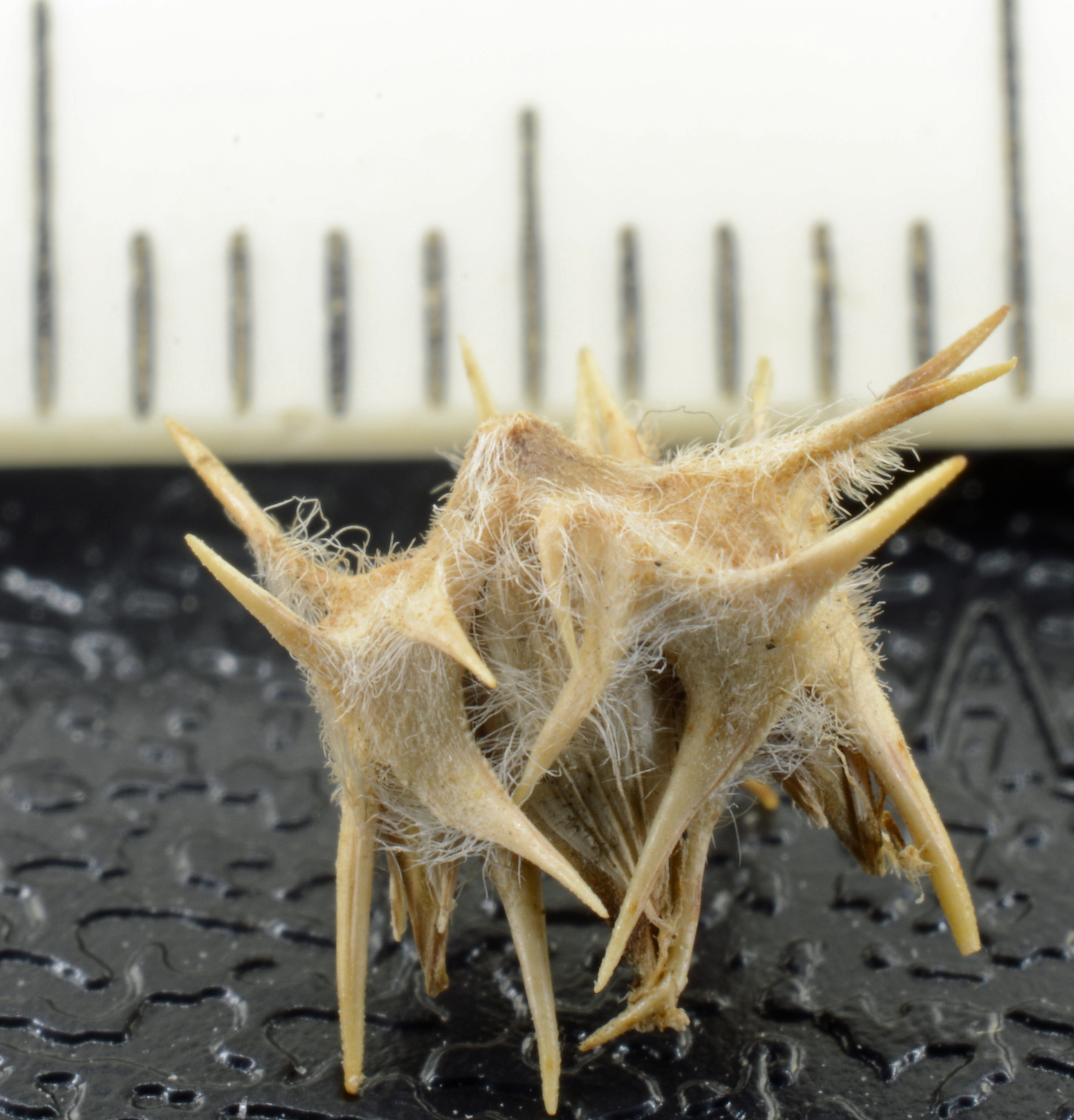
Egy Cenchrus faj termése egy centiméter skála előtt.

Néhány botanikus szerint a nemzetség fajait a Pennisetum rokon nemzetségbe kellene besorolni.

## Fajok
A nemzetségbe az alábbi fajok tartoznak:
- Cenchrus abyssinicus (Hack.) Morrone - Etiópia, Tanzánia, Jemen, Limpopo, Mpumalanga
- Cenchrus agrimonioides Trin. – kāmanomano - Hawaii-szigetek
- Cenchrus arnhemicus (F. Muell. ) Morrone - Ausztrália (Nyugat-Ausztrália, északi területek)
- Cenchrus biflorus Roxb. – kram-kram - Afrika, Arab-félsziget, Indiai szubkontinens, Madagaszkár
- Cenchrus brevisetosus (B.K. Simon) B.K. Simon - Ausztrália (Nyugat-Ausztrália, Északi terület, Queensland)
- Cenchrus brownii Roem. & Schult. - Észak és Dél-Amerika, Nyugat-India
- Cenchrus caliculatus Cav. - Ausztrália, Új-Zéland, egyes szigetek a Csendes-óceánon és az Indiai-óceánon
- Cenchrus ciliaris L. –  Afrika, Arab-félsziget, Indiai szubkontinens, Szicília; Észak- és Dél-Amerikában, Ausztráliában,[10] Délkelet-Ázsiában és néhány óceániai szigeten is megtelepedett; egyes helyeken ártalmas gyomnak tekinthető
- Cenchrus distichophyllus - Kuba
- Cenchrus echinatus L. –  Észak és Dél-Amerika, Nyugat-India; de megjelent Afrikában, Dél-Ázsiában és néhány óceániai szigeten is
- Cenchrus elegans Veldkamp - Malajzia
- Cenchrus elymoides - Ausztrália (Nyugat-Ausztrália, északi területek, Queensland)
- Cenchrus gracillimus Nash - Karib-térség szigetein, az Egyesült Államok délkeleti része
- Cenchrus longispinus (Hack.) Fern. –  Kanada, USA, Mexikó
- Cenchrus mitis Andersson - Szomália, Kenya, Tanzánia, Uganda, Mozambik
- Cenchrus multiflorus J. Presl - Mexikó, Közép-Amerika
- Cenchrus myosuroides Kunth - Észak és Dél-Amerika, Karib-térség szigetein
- Cenchrus palmeri Vasey - Baja Kalifornia, Baja California Sur, Sonora, Sinaloa, Arizona
- Cenchrus pennisetiformis Steud. - Afrika, Arab-félsziget, indiai szubkontinens
- Cenchrus pilosus Kunth - közép Mexikótól Észak-Chile-ig
- Cenchrus platyacanthus Andersson - Galápagos
- Cenchrus prieurii - Szahara, Arab-félsziget, Indiai szubkontinens, Mianmar
- Cenchrus robustus - Queensland, Új-Dél-Wales
- Cenchrus setiger Vahl - Szahara, Kelet-Afrika, Arab-félsziget, Irán, Indiai szubkontinens, Mianmar, Andamán és Nicobar
- Cenchrus somalensis - Szomália
- Cenchrus spinifex Cav. – - Észak + Dél-Amerika, Karib-térség szigetein
- Cenchrus tribuloides L. –  - Észak- és Dél-Amerika, Karib-térség szigetein

### Korábban a nemzetségbe sorolt fajok helyzete
Néhány fajt az alábbi nemzetségekbe soroltak a közelmúltban a taxonómusok: Anthephora, Centotheca, Dactyloctenium, Echinaria, Echinolaena, Hackelochloa, Hilaria, Pennisetum, Phragmites, Scleria, Setaria, Trachys, Tragus, Tribolium.

## Fordítás
Ez a szócikk részben vagy egészben  a   Cenchrus című angol Wikipédia-szócikk ezen változatának fordításán alapul.  Az eredeti cikk szerkesztőit annak laptörténete sorolja fel. Ez a jelzés csupán a megfogalmazás eredetét és a szerzői jogokat jelzi, nem szolgál a cikkben szereplő információk forrásmegjelöléseként.